# U-Bahnhof Barop Parkhaus
Der U-Bahnhof Barop Parkhaus ist eine Stadtbahnstation der Stadtbahn Dortmund im Dortmunder Stadtteil Barop.

## Lage und Aufbau
Die Haltestelle befindet sich in Barop an der innerstädtischen Hauptstraße Stockumer Straße. In unmittelbarer Nachbarschaft befand sich bis zum Jahresende 2004 die namensgebende Gaststätte „Parkhaus Barop“. Nach deren Abriss wurde im Jahr 2007 ein Neubau eröffnet, ferner befindet sich auf dem Gelände heute ein Supermarkt. Die Stadtbahnstrecke kreuzt heute niveaufrei eine Landesstraße. Die Zugänge zur Stadtbahn sind mittels Rolltreppen und Aufzügen barrierefrei.
Wenige Meter westlich der Stadtbahnstrecke befindet sich die Bahnstrecke Dortmund–Witten, auf der die Linie S5 der S-Bahn Rhein-Ruhr verkehrt. Der Haltepunkt Dortmund-Barop befindet sich etwa 700 Meter südlich und ist von der Stadtbahn-Station aus nur über Umwege erreichbar.

## Geschichte
Ungefähr an heutiger Stelle existiert bereits seit 1899 eine Straßenbahnhaltestelle. Mit der Eröffnung der Strecke von Hombruch über Barop nach Brünninghausen durch die Hörder Kreisbahn erhielt das damals eigenständige Amt Barop eine erste Schienenverbindung in die Kreisstadt Hörde. Ein Jahr später wurde der in Höhe Parkhaus abzweigende Ast nach Eichlinghofen eröffnet.
In den Jahren 1925–1927 eröffneten die Dortmunder Straßenbahnen GmbH ihre erste Schnellstraßenbahnstrecke, die von Mengede über Barop nach Hombruch führte. Diese Strecke erhielt ebenfalls in der Nähe des Parkhauses eine Haltestelle, hier war ein Umstieg in die Züge der Hörder Kreisbahn möglich. Die zuvor meterspurige Strecke von Barop nach Hombruch der Kreisbahn wurde dazu auf Normalspur umgebaut.
Die verbliebenen Meterspur-Strecken nach Eichlinghofen und Brünninghausen–Hörde–Aplerbeck wurden nach 1935 stillgelegt. Nach dem Zweiten Weltkrieg verblieb daher nur die Verbindung aus Richtung Scharnhorst durch die Innenstadt nach Hombruch, die zunächst als Linie 4, nach Gründung des VRR als Linie 402 betrieben wurde. 
Im Zuge des Stadtbahn-Ausbaues wurde die Haltestelle umgebaut. Nachdem die Bahnstrecke zuvor ebenerdig die Stockumer Straße kreuzte, wurde die Station ab 2003 in Tieflage unter der Straße neu gebaut. Am 20. März 2005 ging die neue Station in Betrieb.

## Bedienung
Der U-Bahnhof wird heute von der Linie U42 der Stadtbahn Dortmund bedient. Es bestehen Umsteigemöglichkeiten zu den Buslinien der DSW21.
| Linie | Verlauf | Takt   |
| ----- | --- | ------ |
| U 42  | DO-Grevel – Droote – Scharnhorst Zentrum – Flughafenstraße – Gleiwitzstraße – Kirchderne – Franz-Zimmer-Siedlung – Schulte Rödding – Bauernkamp – An den Teichen – Burgholz – Eisenstraße – Glückaufstraße – U Brunnenstraße – U Brügmannplatz – U Reinoldikirche – U Stadtgarten – U Städtische Kliniken – U DO-Möllerbrücke – U Kreuzstraße – Theodor-Fliedner-Heim – An der Palmweide – Am Beilstück – Barop Parkhaus – Eierkampstraße – Harkortstraße – Hombruch Hallenbad – Dortmund, Grotenbachstraße Diese Linie verkehrt auf der Stammstrecke II | 10 min |
| 440   | Aplerbeck – Hörde Bf – Brünninghausen – Barop Parkhaus – Eichlinghofen – Oespel – Oespel, Indupark – Germania | 10/20  |
| 446   | Dortmund-Salingen – Menglinghausen – Barop – Barop Parkhaus – Hombruch, Gablonzstr. | 60 min |
| 448   | Witten-Rüdinghausen, Auf dem Wellerskamp – Dortmund-Kruckel – Barop Parkhaus – Hombruch, Gablonzstr. – Löttringhausen | 30 min |
| 448A  | Witten-Rüdinghausen, Auf dem Wellerskamp – Barop Parkhaus – Hombruch, Gablonzstr. – Löttringhausen – Kruckel, Am Ballroth – Witten-Rüdinghausen, Auf dem Wellerskamp (Ringlinie) | 30 min |
| NE40  | Dortmund-Aplerbeck, Lübckerhofstr. – Aplerbeck – Hörde Bf – Brünninghausen – Renninghausen – Hombruch, Gablonzstraße – Barop Parkhaus – Eichlinghofen – Oespel, Steinsweg – Kley – Germania – Lütgendortmund und zurück | 60 min |

A= Abendverkehr

## Planungen
Etwa 500 Meter weiter südlich befindet sich der S-Bahnhof Dortmund-Barop, der nur mit der Buslinie 446 verknüpft ist. Dagegen ist Barop Parkhaus innerstädtisch der wichtigere Knoten. Daher bemüht sich die Stadt Dortmund den Bahnhof Dortmund-Barop an die Haltestelle Barop Parkhaus zu verlegen, um eine deutlich bessere Verknüpfung der S-Bahn mit dem innerstädtischen Verkehr zu erreichen. Die Deutsche Bahn lehnte die Verlegung jedoch aus Kostengründen ab, dennoch wurde die Verlegung in die dritte  Leistungs- und Finanzierungsvereinbarung (LuFV III) aufgenommen und soll bis 2029 umgesetzt werden.

## Sonstiges
Am 28. Februar 2015 fuhr ein 31-jähriger stark alkoholisierter Autofahrer mit seinem Wagen auf die Gleise der Stadtbahn, da er übersehen hatte, dass an der Kreuzung Deutsch-Luxemburger-Straße/Harkortstraße die Geradeausfahrt nur für Schienenfahrzeuge gestattet war. Nach rund 800 Metern kam er schließlich auf Höhe des U-Bahnhofs Barop Parkhaus zum Stehen. Die Bergung des Autos dauerte fünf Stunden lang, da der U-Bahnhof für die breiten Bergungsfahrzeuge nur sehr schwer zu erreichen war. Der Zwischenfall sorgte auch überregional für Aufmerksamkeit.